# Gretel Suárez
Gretel Suárez (San Nicolás de los Arroyos, 16 de septiembre de 1980) es una actriz, exmodelo, guionista, productora, conductora y directora argentina nacida en la ciudad de San Nicolás, aunque actualmente reside en el barrio de Villa Crespo de la Ciudad Autónoma de Buenos Aires, donde se desempeña como crítica de cine para varios medios y dirige proyectos de su creación (generalmente cortometrajes).

## Biografía
Gretel Suárez nació el 16 de septiembre de 1980 en San Nicolás de los Arroyos, provincia de Buenos Aires, Argentina. Tercera mujer de entre cinco hermanos. Estudió en el Colegio Nuestra Señora de la Misericordia de su ciudad natal, graduándose de la etapa media en 1998. Tuvo un fugaz paso por la Universidad Nacional de Rosario, cuando en la Facultad de Derecho intentó convertirse en abogada. Sobre esa experiencia Gretel ha comentado que no logró "equilibrio entre sus estudios y sus actividades artísticas, por las cuales terminó inclinándose". Desde la preadolescencia, Suárez ha abrazado el lactovegetarianismo como "filosofía de vida". Durante mucho tiempo disfrutó del consumo de tabaco, vicio que abandonó en 2020. No hay registro de parejas estables de larga duración, aunque se la ha relacionado en algún momento con "Toti" Iglesias, cantante de la banda de rock barrial "Hijos del Oeste" y exlíder de la agrupación "Jóvenes Pordioseros".

## Carrera

### Inicios: talleres de teatro e incursión en el cine.
Su carrera como actriz comenzó a los quince años, participando del grupo "Teatrópolis" del también actor y autor Víctor Sisterna, como también "Los Altos", "Teatro del Centro de Expresiones Contemporáneas" y "Passcalle". Sus papeles en teatro terminaron por moldearla como una intérprete de fíar en lo que a teatro absurdo se refiere. Transcurría el año 2000, cuando el director Lucas Giuggia la invitó a coescribir su próxima película (En 1996 había estrenado su ópera prima "Después del Sol" protagonizada por Rocío Suárez, hermana de Gretel). De ese guion nació "La Prueba", estrenada en 2002 y filmada y producida íntegramente con actores y técnicos de su ciudad natal. En dicha ocasión, Gretel sumó créditos como guionista, productora, directora de actores y asistente de dirección, además de lucirse en el rol protagónico del filme. La película compitió en el Festival de la Ciudad de Saladillo "Cine con Vecinos", imponiéndose en la terna de "Mejor Producción". El film fue luego adaptado al formato de serie para televisión y transmitido en capítulos por Canal 2 de San Nicolás, con estándares altísimos de espectadores para la historia del canal, resultando finalmente nominada para los premios "Martín Fierro del Interior" del año 2004 (organizados por APTRA), en los que se quedó con la estatuilla correspondiente a "Mejor serie de Ficción de TV". La ceremonia se televisó en vivo para todo el país por Canal 7.

### Carrera televisiva
Durante ese mismo año, Gretel fue seleccionada entre los doce finalistas de un casting para el que audicionaron 4000 rosarinos que pretendían obtener un papel en una próxima telenovela producida por "Pol-Ka", "Pensionados". A manera de promoción para la nueva tira, se emitió por Canal 13 un programa especial conducido por Juan Castro, en el que Gretel participó como coconductora. La tira no resultó un éxito (ni mucho menos) pero abrió las puertas de la televisión para la nicoleña que, envalentonada por su progreso, se postuló como reportera de un programa de televisión que se proponía llevar los contenidos de la publicación escrita nicoleña "El Sueño" a la pantalla del canal de cable doméstico. Fue elegida por los responsables de dicha revista, naciendo "El Sueño TV", programa que se mantiene al aire desde ese día y hasta la fecha sin interrupciones por el canal local, y por el cual es reconocida mayormente Suárez en su propio pago. Si bien Gretel comenzó como notera de dicho programa, con el transcurrir de las temporadas -y sobre la base de su carisma y belleza- se convirtió en "la cara" del mismo, realidad que fue reconocida por la producción del envío cuando la seleccionaron conductora (aunque también ejerció la producción en las últimas temporadas). Durante el ciclo (hasta su última temporada a cargo, 2010), Gretel conoció y entrevistó a muchas de las celebridades que visitaban la ciudad, realizando también informes en los que se mostraba la experiencia nocturna de San Nicolás. Para la misma productora del programa ("Mate Producciones", por aquel entonces, hoy "Dargiros") condujo también el ciclo de programas "Cultura Rock", emitido en 2004, en el que bandas locales de San Nicolás y alrededores mostraban su arte en el escenario del disco bar local "Vinilo". Gretel entrevistaba a los músicos con su estilo propio: frescura y charla informal, además de presentar los temas interpretados. En 2006, con la intención de repetir el éxito que cosecharon aquellos especiales, surgió "Freak Rock", programa coproducido por los dueños de Freak (boliche de la ciudad de San Nicolás) y Dargiros Producciones, para el que vuelven a apelar a la conducción de Suárez. En el set, la morocha entrevistó a bandas de jerarquía nacional de visita en la ciudad como Kapanga, JAF, La Mancha de Rolando, Jóvenes Pordioseros, o solistas como Fabiana Cantilo y León Gieco -entre otros.

### Regreso a las tablas y radicación en la ciudad de Buenos Aires
Para finales de 2009, se concreta la vuelta al teatro de Gretel, convocada por Víctor Sisterna para el reestreno de su añeja obra "El Papel del Mozo". Dicha obra fue estrenada en un Teatro Municipal "Rafael de Aguiar" colmado que presenció a una Suárez despampanante en el papel de una prostituta verborrágica y sensual que, no solo permitió apreciar las interminables piernas de Gretel -gracias a un vestuario acorde al rol- sino además su enorme talento para la comedia. Las últimas funciones de la obra se hicieron en el Centro Cultural Partes, y fueron a su vez la última posibilidad para sus coterráneos de apreciar a una de sus más selectas bellezas ya que, a fines de ese año, Suárez se marcharía a Buenos Aires contratada por el sitio de apuestas en línea Bwin.com, para cumplir la tarea de notera y conductora de unos micros para TV que resumirían la actualidad del torneo "Master de Poker Bwin Argentina", con sede en el Casino de Santa Fe. Los mencionados micros se pudieron ver durante el comienzo del año 2010 en el canal de deportes ESPN, que llega a audiencias de toda América. Tras una breve participación en el proyecto televisivo "Super 16 Heads Up Series", en el canal 108 de Cablevisión Digital, en el que tuvo a su cargo la coconducción del programa, Gretel asume nuevas responsabilidades como productora, participando del personal organizador del Festival Internacional de Cine Independiente de Cosquín (FICIC). e incursionando en la radio, participando de "Descontrolados": un programa conducido por Walter Leiva y coconducido por Toti Iglesias, que se emitía los martes de 22 a 24 horas por FM Pasiòn 102.7 y conduciendo un ciclo dominical durante 2016 que se denominó "Gente de Teatro" y se emitía los días domingos de 19 a 21 horas por FM Zoe 107.1. Por otra parte, la nicoleña también tuvo tiempo para colaborar con UNICEF en el proyecto "Fondo de las Naciones Unidas para la Infancia" y profundizar sus estudios de actuación, cursando completa la matrícula del Estudio de Formación Actoral Lito Cruz. En febrero del año 2013 Gretel fue elegida para protagonizar el videoclip del tema "Quiere Sentir", primer corte de difusión del disco "Hijos de Adan" de la agrupación de rock barrial argentina Martillo Rock. Dirigido por Federico Donadu y grabado en Buenos Aires, dicho corto alterna imágenes de un concierto de la banda, de Gretel en la intimidad de su rutina diaria, y luego disfrutando del mismo concierto en vivo junto a otras jóvenes.

### El salto a la dirección de cine y proyectos en la actualidad
Su última experiencia como actriz se registró en 2015 en el nuevo film del director argentino José Campusano, "Placer y Martirio", película estrenada el 2 de julio del mismo año y en la que Gretel tiene un pequeño papel interpretando a una desinhibida fotógrafa erótica. Mientras trabajaba en la Agencia Nacional de Seguridad Vial con sede en Puerto Madero, Gretel comenzó a cursar la carrera en la Escuela Nacional de Experimentación y Realización Cinematográfica de Buenos Aires, egresando en 2018. Desde entonces, ha dirigido cortometrajes como "Tarde", "Puré Chef" y "Trabalenguas" (ficción), con el que ha competido y triunfado en diversos festivales (siendo el Festival de Cannes el de mayor relevancia), además de "Artemis" y "Las Aspirantes" (de género documental). Por este último, que desarrolla la historia de mujeres enfermeras durante la Guerra de Malvinas y su lucha por reconocimiento, ha recibido también varios premios y menciones especiales, incluyendo declaraciones de interés cultural a nivel local y nacional.
A la par de su actividad creativa, Gretel Suárez se desempeña como crítica de cine en diversos sitios nacionales, y ha sido convocada en numerosas oportunidades como jurado de Festivales de Cine nacionales e internacionales.